# Distichophyllum dicksonii
Distichophyllum dicksonii là một loài Rêu trong họ Hookeriaceae. Loài này được (Hook. & Grev.) Mitt. mô tả khoa học đầu tiên năm 1869.